# Mednarodna kampanja za prepoved protipehotnih min
Mednarodna kampanja za prepoved protipehotnih min (ICBL je običajna kratica), ki je koalicija nevladnih organizacij , katerih je naveden cilj je svet brez protipehotnih min in snopnega obstreljevanja in bombandiranja (kasetne bombe itd.). Organizacije si prizadevajo za izboljšanje življenja preživelih, ki so bili ranjeni s strani minskih polj in množičnega neciljnega obstreljevanja. 
Koalicija je bila ustanovljena leta 1992, ko je šest organizacij s podobnimi interesi (torej Human Rights Watch (zasebno financirana ZDA), Medico International (nemška vlada financira), Handicap International (zdravniška nevladna organizacija z več centri), Zdravniki za človekove pravice (ZDA), Fundacija vietnamskih veteranov Amerike in Svetovalna skupina za mine (Združeno kraljestvo in ZDA) se dogovorili za sodelovanje na njihov skupni cilj. Usklajena oglaševalska akcija je z leti zrasla in se razširila in postavila aktivistično omrežje z aktivnimi člani v približno 100 državah sveta, vključno s skupinami, ki delajo na ženske, otroke, veterane, človekove pravice, nadzor nad orožjem, za mir in razvoj.
Organizacija kampanje in njena koordinatorka, Jody Williams, sta skupaj prejeli leta 1997 Nobelovo nagrado za mir za njihova prizadevanja, da bi bila sklenjena mednarodna pogodba o prepovedi uporabe protipehotnih min. Podpis pogodbe je pomenil prepoved uporabe, izdelave, skladiščenja in trgovanja s protipehotnimi minami, kar je bil tudi največji uspeh usklajene kampanje. 
ICBL spremlja svetovne razmere na področju uporabe takšnega orožja in se zavzema za usmerjanje zakonodaje na področju omejevanja takšnega orožja in podpiranja dejavnosti v oporo preživelih s strani takšnega orožja, podpiranja njihovih skupnosti in družin. Aktivno podpira tudi nadaljnje širjenje podpisnic pogodbe o prepovedi protipehotnih min in se vidno zavzema za medijsko prepoznavnost te teme.

## Organizacijska struktura
V letu 2011 se je Mednarodna kampanja za prepoved protipehotnih min (ICBL) in Koalicija za prepoved kasetnega streliva (CMC) združila v eno enotno strukturo, ki je zdaj znana kot ICBL-CMC, da bi bolj učinkovito opravljali zastavljeno delo. Sodelovanje organizacij je vidno združilo organizacije, ki pa imajo še vedno tudi povsem ločene cilje in se opirajo na različne mednarodne pogodbe. Tudi aktivistične kampanje so vidno ločene.
Dejavnosti ICBL-CMC usklajuje upravni odbor, ki usklajuje mednarodne akcije s strani kadrov, financ in strategij. Imenovani so štirje ambasadorji kampanje, ki javno predstavljajo kampanjo in interese organizacij. 

## Pogodba o prepovedi protipehotnih min
Ottawska pogodba je mednarodni sporazum, ki prepove protipehotne mine. Uradno naslovljena kot Konvencija o prepovedi, uporabi, kopičenju zalog, proizvodnji in prenosu protipehotnih min in o njihovem uničenju je včasih navedena tudi kot Konvencija z Ottawe. Bila je bila sprejeta v Oslu, Norveški septembra 1997 in podpisana s strani 122 članic v Ottawi, Kanadi 3. decembra 1997. Od januarja 2013 je bilo 161 strank pogodbenic konvencije.
Moja pogodba o prepovedi zavezuje podpisnice:
1. Nikoli ne uporabljajte protipehotnih min, niti za "razvoj, proizvodnjo, drugačno pridobivanje, postavljanje zalog, hrambo ali prenos
2. Uničiti mine iz zalog v štirih letih
3. Odstranitev min iz svojega ozemlja v roku 10 let
4. V državah z aktivnimi minami izobraziti prebivalstvo o minah in zagotoviti za preživele, njihove družine in skupnosti primerno pomoč
5. Nudite pomoč drugim državam pogodbenicam pri zagotavljanju pomoči za preživele ali prispevanju k odstranjevanju min
6. Podpisnice morajo poskrbeti za zakonodajo, ki omogoča polno izvrševanje pogodbe na svojem ozemlju